# Futuro antico IV
Futuro antico IV - Venezia e il carnevale è un album di Angelo Branduardi uscito nel 2007.

## Il disco
Quarto capitolo della serie "Futuro antico" questa volta dedicato al Barocco Veneziano e al Carnevale della città.
Suonato con l'ensemble Scintille di Musica, che nel 2002 ha suonato con Branduardi nel disco Futuro antico III.
L'album è stato presentato il 10 febbraio 2007 con un concerto al Casinò di Venezia.
Come per il capitolo precedente anche questo album è diviso in vari momenti che racchiudono arie a tematica simile: Lo scherzo, Le maschere, Sogno d'amore, Croce e delizia d'amore, Il ballo e la festa.

## Tracce
1. Viva sempre (B.Donato)
2. Lo scherzo - Le vecchie per invidia (A.Willaert)
3. Lo scherzo - L'è pur forza (V.Bellaver)
4. Lo scherzo - Vecchie letrose (A.Willaert)
5. Lo scherzo - Sempre mi ride (A.Willaert)
6. Le maschere - Capricciata e contrappunto bestiale (A.Banchieri)
7. Le maschere - Zefiro torna, ciaccona (C.Monteverdi)
8. Le maschere - O bene mio (A.Willaert)
9. Sogno d'amore - Un cavalier di Spagna (F.Patavino)
10. Sogno d'amore - Baci cari (F.Corradi)
11. Sogno d'amore - La verginella (A.Gabrieli)
12. Sogno d'amore - Cara Nina (Anonimo)
13. Croce delizia d'amore - Tutto il dì (V.Bellaver)
14. Croce delizia d'amore - Tant que vivray (C.de Sermisy e D.Bianchini)
15. Croce delizia d'amore - Zefiro torna, madrigale (C.Monteverdi)
16. Croce delizia d'amore - Maledetto sia l'aspetto (C.Monteverdi)
17. Il ballo e la festa - Gli amanti morescano (A.Banchieri)
18. Il ballo e la festa - Donne, venite al ballo (F.Patavino)
19. Il ballo e la festa - Viva sempre (B.Donato)

## Formazione
- Angelo Branduardi: voce, violino
- Francesca Torelli: direzione, liuto, tiorba, chitarra barocca, voce
- Luigi Lupo, Rossella Pozzer: flauti dolci
- Stefano Vezzani: bombarda, flauto dolce
- Mauro Morini: trombone
- Cristiano Contadin: viola da gamba
- Luisa Baldassari: spinetta
- Paolo Simonazzi: ghironda
- Germano Cavazzoli: percussioni